# أنشوفة كوبية
أنشوفة كوبية (الاسم العلمي:Anchoa cubana) (بالإنجليزية: Cuban anchovy)‏ هي نوع من الأسماك تتبع جنس الأنشوفة من الفصيلة البلمية.